# محقق حلی
ابوالقاسم جعفر بن حسن بن یحیی بن سعید حلی فقیه، اصولی و شاعر بزرگ شیعی و مشهور به محقق حلی و محقق اول در سال ۶۰۲ در حله به دنیا آمد.
وی یکی از بزرگ‌ترین و نامورترین فقیهان عصر خویش و دارای عظمت و اعتبار خاص در میان مجتهدان می‌باشد، به حدی که وقتی کلمه «محقق» را بدون قرینه و نشانه‌ای در میان فقها ذکر می‌کنند، شخصیت تحقیقی و علمی او مورد نظر است.
مقدمات و علوم دینی را نزد پدرش فراگرفت و از عالمان دیگر شیعه نیز بهره‌ها برد و در علوم و معارف اسلامی از جمله در فقه، اصول، کلام و پاره‌ای دانش‌های دیگر تسلط کامل یافت.

## استادان
- پدرش شمس‌الدین حسن حلی
- ابن زهره حلی

«محقق حلی، شاگرد جد و پدر خویش، و سید فخار بن معد موسوی و ابن زهره بوده‌است این اشتباه است» زیرا محقق ابن زهره را که در ۵۸۵ درگذشته است درک نکرده‌است، بعید نیست که پدر محقق شاگرد ابن زهره بوده‌است.
- تاج‌الدین حسن بن علی دربی
- مفیدالدین محمد بن جهم حلی
- سید مجدالدین علی بن حسن عریضی
- سدیدالدین سالم بن محفوظ
- سید فخار موسوی
- نجیب‌الدین محمد بن جعفر بن أبی البقاء هبة الله بن نما حلی[۲]

## شاگردان
- علامه حلی[۳]
- ابن داوود حلی[۴]
- عبدالعزیز السرایا صفی‌الدین حلی[۵]
- سید غیاث‌الدین عبدالکریم، معروف به «ابن طاووس»[۶]
- سید جلال‌الدین محمد بن علی بن طاووس[۷]
- ابوزکریا نجیب‌الدین، معروف به «ابن سعید هذلی حلی»[۸]

## آثار
- شرائع الاسلام فی مسائل الحلال و الحرام[۹]
- المختصر النافع فی فقه الامامیة
- النافع فی مختصر الشرائع
- المعتبر فی شرح مختصر النافع
- المعارج فی اصول الفقه
- نهج الوصول الی معرفة علم الاصول
- تلخیص الفهرست
- استحباب التیاسر لاهل العراق
- شرح نکت النهایة (در فقه امامیه)
- الکهنة در منطق
- مختصر المراسم[۱۰]
- المسائل الغریة
- المسائل المصریة
- المسلک فی اصول الدین
- معارج الاحکام در اصول فقه
- نکت النهایة

## در عرصه شعر و ادب
محقق حلی از گروه فقیهان شاعر است. اشعار او حاوی نکات اخلاقی، عرفانی، حکمت‌آمیز و به صورت مشاعره، مکاتبه و خطاب به پدر و دوستانش سروده‌است.

## از دیدگاه دیگران
علامه حلی، خواهرزاده محقق و شاگرد نامی‌اش می‌گوید:
«محقق حلّی بزرگ‌ترین فقیه زمانش بود.»
شیخ حسن فرزند شهید ثانی، مشهور به «صاحب معالم» او را بدین گونه یاد می‌کند:
«اگر علامه حلّی، «محقق» را فقیه و بزرگ همه زمان‌ها می‌شمرد، بهتر بود؛ چرا که محقق، سرآمد فقیهان شیعه است و در میان آنان نظیری ندارد.»
علامه نوری دربارهٔ او می‌گوید:
«کشف‌کننده حقایق شریعت با ظریف‌ترین نکته‌هایی که تاکنون هیچ انس و جنی با آنها انس و آشنایی نداشته‌است. او رئیس علما و فقیه حکما، آفتاب درخشان فضلا، ماه چهارده شبه (بدر) عرفاً و نام و دانش او بازگو کننده قصه جزیره خضرا و وارث علوم پیشوایان معصوم (ع) و حجت‌های حق بر جهانیان می‌باشد. او برافرازنده پرچم تحقیق بر جهانیان است. خداوند متعال اشعه رحمت آشکار و پنهان خود را نثار قبر او کند و در بهشت جایگاه شایسته و مکان عالی به او عنایت فرماید»

## درگذشت
وی در ۱۳ جمادی‌الثانی سال ۶۷۶ در شهر حله درگذشت. سبب مرگ او را، سقوط از پشت‌بام خانه‌اش نوشته‌اند.